# Nabrđe
Nabrđe (izvirno srbsko Набрђе) je naselje v Srbiji, ki upravno spada pod Občino Požarevac; slednja pa je del Braničevskega upravnega okraja.

## Demografija
V naselju živi 276 polnoletnih prebivalcev, pri čemer je njihova povprečna starost 40,6 let (40,6 pri moških in 40,5 pri ženskah). Naselje ima 97 gospodinjstev, pri čemer je povprečno število članov na gospodinjstvo 3,57.
To naselje je, glede na rezultate popisa iz leta 2002, večinoma srbsko, a v času zadnjih treh popisov je opazno zmanjšanje števila prebivalcev.
|  |

| Demografija | Demografija     | Demografija     |
| Leto        | Št. prebivalcev | Št. prebivalcev |
| ----------- | --------------- | --------------- |
|             |                 |                 |
|             |                 |                 |
|             |                 |                 |
|             |                 |                 |
| 1948        | 493             |                 |
| 1953        | 525             |                 |
| 1961        | 503             |                 |
| 1971        | 453             |                 |
| 1981        | 449             |                 |
| 1991        | 392             | 360             |
| 2002        | 386             | 346             |
|             |                 |                 |

| Etnična sestava po popisu iz leta 2002 | Etnična sestava po popisu iz leta 2002 | Etnična sestava po popisu iz leta 2002 | Etnična sestava po popisu iz leta 2002 | Etnična sestava po popisu iz leta 2002 |
| -------------------------------------- | -------------------------------------- | -------------------------------------- | -------------------------------------- | -------------------------------------- |
| Srbi                                   | Srbi                                   |                                        | 343                                    | 99,13%                                 |
| Črnogorci                              | Črnogorci                              |                                        | 3                                      | 0,86%                                  |
| Neznano                                | Neznano                                |                                        | 0                                      | 0,0%                                   |